# Vincent Gross

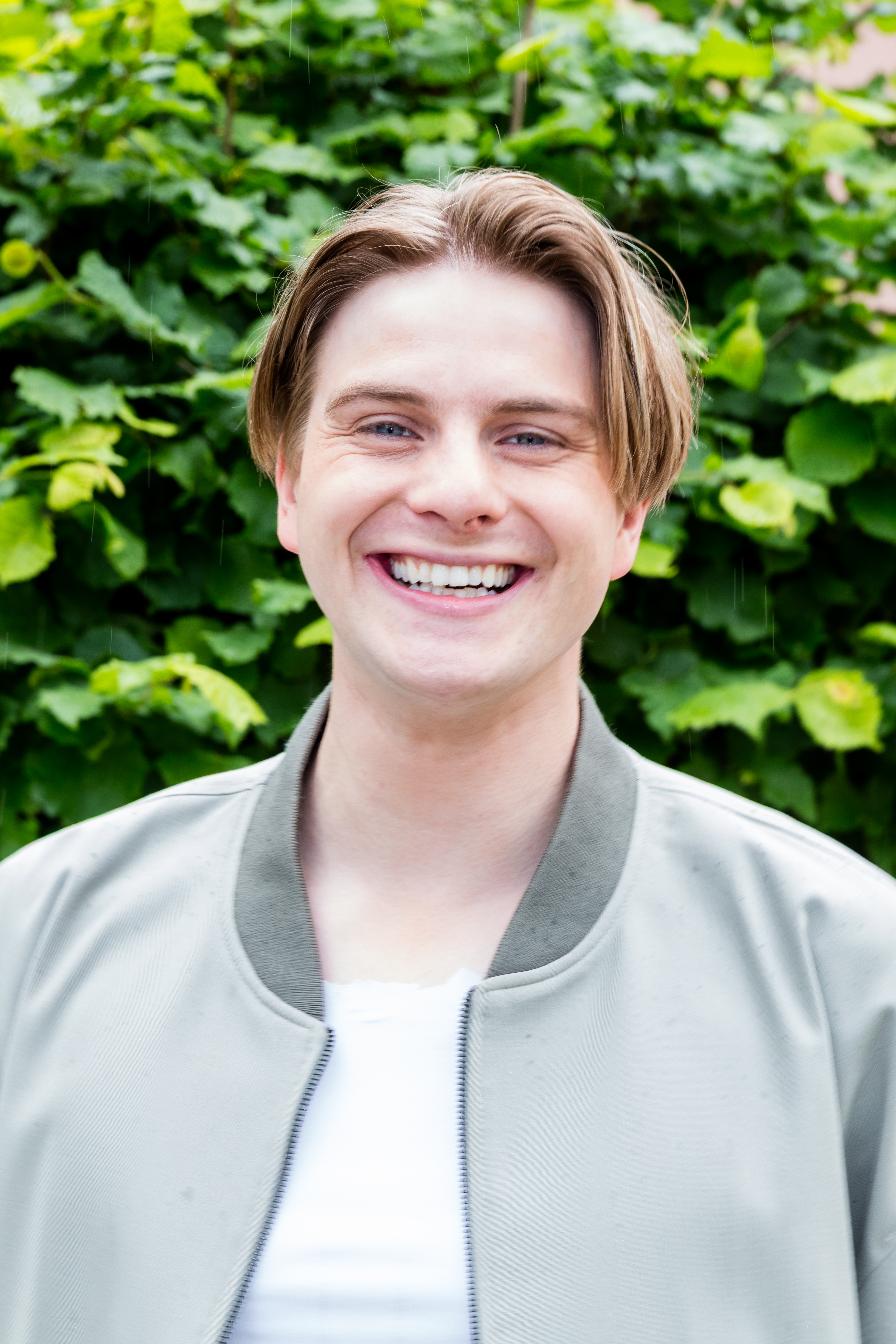
Vincent Gross (2025)

Vincent Valentin Gross (* 23. August 1996 in Basel) ist ein Schweizer Sänger und Musiker.

## Leben
Seine Eltern stammen aus Norddeutschland; sein Vater ist Diakon, auch seine Mutter studierte Theologie. Er selbst wurde in der Schweiz geboren und wuchs dort auf. Mit vier Jahren bekam er eine Ukulele, später nahm er Unterricht auf der Laute und sang im Kinderkirchenchor. Mit vierzehn Jahren brachte ihm sein Bruder erste Gitarrengriffe bei. Er absolvierte das Sportgymnasium, leistete Zivildienst ab und trainierte 13 Jahre Taekwondo, hat zwei schwarze Gürtel und wurde 2012 Schweizer Meister.
Neben der Musikkarriere studierte er drei Semester Psychologie an der Universität Basel.

## Karriere
Gross veröffentlichte ab 2012 seine Songs unter einem Pseudonym zunächst auf der Videoplattform YouTube. 2014 nahm er beim Swiss Talent Award teil, bei dem er den zweiten Platz erreichte, 2015 trat er im Rahmen des Talentwettbewerbs der Schweizer TV-Sendung Hello Again auf. Das Schweizer TV-Publikum wählte ihn zum Hello-Again-Newcomer 2015.
2016 trat er mit dem Song Half a Smile beim Schweizer Vorentscheid für den Eurovision Song Contest an und erreichte den dritten Platz.
2016 unterzeichnete er bei dem Label Ariola/Sony Music Deutschland seinen ersten Plattenvertrag. Am 24. März 2017 wurde sein Debütalbum Rückenwind veröffentlicht. Im Dezember 2017 war er mit dem Album in sieben Städten in Deutschland und der Schweiz auf seiner ersten Tournee. Am 10. August 2018 erschien mit Möwengold bereits das zweite Album des Künstlers. Im November und Dezember 2018 ging er mit Möwengold auf Tournee und spielte 17 Konzerte in Deutschland, Österreich und der Schweiz. Die Tournee wurde erneut von der DEAG veranstaltet. Seine beiden Singles entwickelten sich zu Airplay-Hits. In den Deutschen Airplay Charts (Konservativ-Pop) erreichte er in der Jahresauswertung Platz sieben mit Dieser Beat und Platz zwei mit Nordlichter. Mit Nordlichter stand er sieben Wochen auf Platz eins.
2020 wechselte er von Sony zum Münchener Label Telamo. Seither erschienen die drei Singles Über uns die Sonne (31. Jänner 2020, 8 Wochen auf #1 der Deutschen Airplaycharts Pop-konservativ), Chill Out Time (12. Juni 2020, 5 Wochen auf #1 der Deutschen Airplaycharts Pop-konservativ) und Ich schenke dir mein Herz (11. September 2020). Am 29. Januar 2021 wurde Vincent Gross’ drittes Album Hautnah veröffentlicht. Mit Hautnah gelang ihm mit #7 der Sprung in die Top Ten der Deutschen Albumcharts. In seinem Heimatland, der Schweiz, erreichte Hautnah Platz 1 der Albumcharts.
Parallel zur Musik tritt Gross als Moderator auf. Mit Stars um 10 Hautnah lancierte er am 20. September 2020 ein eigenes Live-Talk-Format auf Schlager für alle. Seit 2021 moderiert er Das grosse Musikquiz in der ARD-Sendung Immer wieder sonntags.
Gross wurde mit Preisen wie dem Musikpreis von SWR4, SWR4 Newcomer-Award, dem SWR4 dem SMAGO-Award und dem Ekki-Göpelt-Nachwuchspreis ausgezeichnet. Am 13. Januar 2019 wurde ihm anlässlich der großen 20-Jahre-SMAGO-Jubiläumsfeier von Radio Bayern-Plus der Award für den Schlager des Jahres 2018 verliehen. Zudem wurde er für Platz 1 in den Schweizer Albumcharts mit dem Nr.-1-Award der Schweizer Hitparade ausgezeichnet.
Sein neues Album Frei erschien am 7. Oktober 2022 bei TELAMO. Im September 2023 wirkte er bei Die Verräter – Vertraue Niemandem! mit und wurde einer der beiden Gewinner. Im Januar 2025 nahm er beim Promi-Special von Ninja Warrior Germany als Ersatz für Luca Hänni im Team von Jan Köppen teil. Das erspielte Geld kam der RTL-Stiftung „Wir helfen Kindern“ zugute. Seit 2023 veröffentlicht er seine Songs unter eigenem Label mit dem Vertriebspartner iGroove.
Im Februar 2025 war er einer von zehn Kandidaten in der neunten Staffel der Sendung Das große Promibacken.

## Diskografie
Studioalben

| Jahr | Titel Musiklabel         | Höchstplatzierung, Gesamtwochen, AuszeichnungChartplatzierungen (Jahr, Titel, Musiklabel, Platzierungen, Wochen, Auszeichnungen, Anmerkungen) | Höchstplatzierung, Gesamtwochen, AuszeichnungChartplatzierungen (Jahr, Titel, Musiklabel, Platzierungen, Wochen, Auszeichnungen, Anmerkungen) | Höchstplatzierung, Gesamtwochen, AuszeichnungChartplatzierungen (Jahr, Titel, Musiklabel, Platzierungen, Wochen, Auszeichnungen, Anmerkungen) | Anmerkungen                           |
| Jahr | Titel Musiklabel         | DE | AT | CH | Anmerkungen                           |
| ---- | ------------------------ | --- | --- | --- | ------------------------------------- |
| 2017 | Rückenwind Ariola (Sony) | — | — | CH12 (4 Wo.)CH | Erstveröffentlichung: 24. März 2017   |
| 2018 | Möwengold Ariola (Sony)  | DE11 (1 Wo.)DE | AT40 (1 Wo.)AT | CH2 (3 Wo.)CH | Erstveröffentlichung: 10. August 2018 |
| 2021 | Hautnah Telamo (WMG)     | DE7 (2 Wo.)DE | AT22 (1 Wo.)AT | CH1 (3 Wo.)CH | Erstveröffentlichung: 29. Januar 2021 |
| 2022 | Frei Telamo (WMG)        | DE4 (4 Wo.)DE | AT51 (1 Wo.)AT | CH1 (2 Wo.)CH | Erstveröffentlichung: 7. Oktober 2022 |

## Auszeichnungen
- Smago! Award
  - 2021: für „König der Radio Charts ‚Deutschland Konservativ Pop‘ 2020“[18]